# Софі Альбінус
Софі Альбінус (дан. Sofie Albinus; нар. 21 вересня 1972) — колишня данська тенісистка.
Найвищу одиночну позицію світового рейтингу — 163 місце досягла 3 лютого 1992, парну — 120 місце — 20 серпня 1990 року.
Здобула 7 одиночних та 9 парних титулів туру ITF.
Найвищим досягненням на турнірах Великого шолома було 2 коло в парному розряді.

## Фінали ITF

### Одиночний розряд (7–2)
| турніри $100,000 |
| турніри $75,000  |
| турніри $50,000  |
| турніри $25,000  |
| турніри $10,000  |

| Результат | Ранг | Дата            | Турнір               | Покриття  | Суперниця           | Рахунок          |
| --------- | ---- | --------------- | -------------------- | --------- | ------------------- | ---------------- |
| Поразка   | 1.   | 26 червня 1989  | Гвадалахара, Мексика | Ґрунт     | Марія Венто-Кабчі   | 2–3 ret.         |
| Перемога  | 2.   | 18 лютого 1991  | Лісабон, Португалія  | Ґрунт     | Крістіна Сальві     | 6–4, 7–6(5)      |
| Перемога  | 3.   | 25 лютого 1991  | Лісабон, Португалія  | Ґрунт     | Аньєс Зукасті       | 6–7(2), 6–3, 7–5 |
| Перемога  | 4.   | 18 березня 1991 | Бол, Югославія       | Ґрунт     | Надін Ерцегович     | 6–2, 6–4         |
| Перемога  | 5.   | 24 червня 1991  | Роннебю, Швеція      | Ґрунт     | Анніка Нарбе        | 6–2, 6–3         |
| Поразка   | 6.   | 13 січня 1992   | Гельсінкі, Фінляндія | Килим (i) | Оса Свенссон        | 3–6, 3–6         |
| Перемога  | 7.   | 3 лютого 1992   | Герсгольм, Данія     | Килим     | Кора Гофманн        | 6–3, 6–3         |
| Перемога  | 8.   | 7 липня 1996    | Лог'я, Фінляндія     | Ґрунт     | Петра Торен         | 6–1, 1–6, 6–1    |
| Перемога  | 9.   | 15 вересня 1996 | Марсель, Франція     | Ґрунт     | Емануела Санджорджі | 6–0, 6–2         |

### Парний розряд (9–2)
| Результат | Ранг | Дата              | Турнір                             | Покриття  | Партнерка              | Суперниці                           | Рахунок            |
| --------- | ---- | ----------------- | ---------------------------------- | --------- | ---------------------- | ----------------------------------- | ------------------ |
| Поразка   | 1.   | 6 березня 1989    | Ашкелон, Ізраїль                   | Тверде    | Лоне Ванборґ           | Маріанне ван дер Торре Кароліна Віс | 1–6, 1–6           |
| Перемога  | 2.   | 24 липня 1989     | Хайфа, Ізраїль                     | Тверде    | Лоне Ванборґ           | Малін Нільссон Ева Лена Ольссон     | 6–1, 6–4           |
| Поразка   | 3.   | 10 липня 1989     | Грінсборо (Північна Кароліна), США | Ґрунт     | Шон Фолтс              | Кортні Аллен Рената Марцинковська   | 6–2, 3–6, 3–6      |
| Перемога  | 4.   | 13 листопада 1989 | Сантьяго, Чилі                     | Ґрунт     | Нелле ван Лоттум       | Лусіана Делла Каза Джулія Тоскі     | 6–2, 6–2           |
| Перемога  | 5.   | 13 серпня 1990    | Бразиліа, Бразилія                 | Ґрунт     | Саманта Сміт           | Лусіана Телла Андреа Віейра         | 7–6(7–2), 4–6, 6–3 |
| Перемога  | 6.   | 11 лютого 1991    | Лісабон, Португалія                | Ґрунт     | Мерете Баллінґ-Стокман | Клара Благова Моніка Кратохвілова   | 6–4, 6–4           |
| Перемога  | 7.   | 18 березня 1991   | Бол, Югославія                     | Ґрунт     | Мерете Баллінґ-Стокман | Івона Хорват Ева Мартінцова         | 6–2, 6–3           |
| Перемога  | 8.   | 9 лютого 1992     | Horsholm, Данія                    | Килим (i) | Тіна Шоєр-Ларсен       | Катрін де Крамер Нансі Фебер        | 6–3, 6–4           |
| Перемога  | 9.   | 31 січня 1994     | Рунгстед, Данія                    | Килим     | Генрієтте К'єр Нільсен | Камілла Перссон Анна-Карін Свенссон | W\O                |
| Перемога  | 10.  | 4 лютого 1996     | Рунгстед, Данія                    | Килим (i) | Майкен Папе            | Софія Фінер Анніка Ліндстедт        | 3–6, 6–3, 6–4      |
| Перемога  | 11.  | 15 вересня 1996   | Марсель, Франція                   | Ґрунт     | Карін Пташек           | Аліче Канепа Деббі Гак              | 5–7, 7–5, 6–4      |